# Philodendron scalarinerve
Philodendron scalarinerve är en kallaväxtart som beskrevs av Thomas Bernard Croat och Michael Howard Grayum. Philodendron scalarinerve ingår i släktet Philodendron och familjen kallaväxter. Inga underarter finns listade.